# Les Armoires vides
Les Armoires vides est le premier roman d'Annie Ernaux, publié en 1974 aux éditions Gallimard. Le récit se déroule durant l'attente de l'avortement subi en 1964, et sur lequel elle reviendra dans L'Événement (2000).

## Résumé
Dans Les Armoires vides, son premier roman, Annie Ernaux écrit du point de vue de l'étudiante de lettres modernes qu'elle était. Le récit se déroule durant l'attente de l'avortement subi en 1964. Pendant cette période, Denise Lesur, l'héroïne du roman, se remémore son enfance et son adolescence,. La structure du texte suit ce procédé de la mémoire, en se référant de temps en temps à l'événement présent que vit la jeune femme, tout en évoquant principalement son enfance
Dans ce portrait de son enfance normande, on retrouve certains des thèmes récurrents chez Annie Ernaux, comme l'importance de la figure de la mère, à laquelle elle consacrera son texte Une femme, et de celle du père, à propos de qui elle écrira La Place. Le tiraillement entre deux milieux sociaux, celui de ses parents, anciens ouvriers qui ont ouvert un bar, et le milieu bourgeois auquel elle est confrontée de plus en plus en poursuivant ses études. Les sentiments contradictoires que lui inspire ce tiraillement, à savoir un mélange de honte, de mépris, et d'amour pour sa famille, sont aussi des images omniprésentes de son œuvre.

## Écriture
La première parution d'Ernaux, tout comme les deux autres qui suivront (Ce qu'ils disent ou rien et La Femme gelée), se caractérise par une écriture chargée d'affects, ce qui transparaît par l'usage fréquent de phrases nominales, par le recours au registre populaire, voire argotique, ainsi que par une ponctuation plus expressive (usage régulier du point de suspension). Le choix formel de situer entièrement l'action dans l'attente de l'expulsion du fœtus avorté amène une unité de lieu efficace et poignante, permettant des va-et-vient entre le passé et le présent. Thomas Hunkeler a qualifié l'écriture de ce roman d'« écriture cathartique ».
Ainsi, le style bien connu d'Ernaux est plutôt celui qu'elle trouve à partir de son 4e livre, La Place. Pour celui-ci, elle délaisse tout l'appareil fictionnel, tous les voiles ou toute imagination, et choisit de dénuder plus avant son écriture, afin de se coller au réel : « Comment l'atteindre [la vérité] ? Ça a été la question cruciale en écrivant La Place. Si le mot avait été davantage répandu, on m'aurait située dans l'autofiction. Pour parler de mon père, de sa trajectoire sociale, ça ne marchait pas, la seule écriture juste m'a paru être le refus de toute fiction et ce que j'ai appelé ensuite l'autosociobiographie parce que je me fonde presque toujours sur un rapport de soi à la réalité sociohistorique ».
La rédaction de ce premier roman s'est faite en secret, et n'apparaît pas dans le film Les Années Super 8, sorti en 2022, constitué de films amateurs tournés en format super-8 et en famille durant les années 1970 par le premier mari d'Annie Ernaux, Philippe Ernaux. On y voit des moments familiaux festifs, des tâches ménagères. On y voit aussi l'auteure préparant ses heures d'enseignement. Mais le fait qu'elle écrive n'est a priori pas connu de son mari ou de sa mère, présente dans leur foyer pour les aider.